# Erich Padalewski
Erich Padalewski (né le 8 avril 1930 à Vienne et mort le 24 février 2018) est un acteur autrichien.

## Biographie
Padalewski va jusqu'en 1950 au Max Reinhardt Seminar et début en jouant dans un théâtre viennois Œdipe d'André Gide. Il joue ensuite entre autres à Francfort-sur-le-Main et au Wetzlarer Festspiele.
Il revient à Vienne dans différents théâtres. Il fait son premier film en 1960 et joue souvent dans des rôles de figuration les amoureux timides, un peu maladroits. Au milieu des années 1960, il est découvert par le réalisateur Franz Antel qui l'invite dans ses comédies érotiques dans les années 1970.
En plus de la télévision, on le voit au Theater an der Wien, à l'Opéra populaire de Vienne et au Theater in der Josefstadt.
Erich Padalewski fut l'époux de l'actrice Gretl Löwinger.

## Filmographie
- 1960 : Das Dorf ohne Moral
- 1961 : Autofahrer unterwegs
- 1962 : Tanze mit mir in den Morgen
- 1962 : Vor Jungfrauen wird gewarnt
- 1963 : Unsere tollen Nichten
- 1963 : Sing, aber spiel nicht mit mir (de)
- 1965 : Ruf der Wälder
- 1966 : In Frankfurt sind die Nächte heiß
- 1966 : 00Sex am Wolfgangsee
- 1967 : Le Grand Bonheur
- 1968 : Oui à l'amour, non à la guerre
- 1969 : L'Auberge des plaisirs
- 1969 : Les Petites chattes se mettent au vert
- 1970 : Frau Wirtin treibt es jetzt noch toller
- 1971 : Immer die verflixten Weiber
- 1971 : Il y a toujours un fou
- 1972 : Filles et sex-machine
- 1972 : Les Émotions particulières
- 1972 : Jeux d'amour chez les jeunes filles (de)
- 1972 : Sie nannten ihn Krambambuli
- 1972 : Immer Ärger mit Hochwürden
- 1972 : Les 69 Dalmatiennes (de)
- 1973 : C'est la queue du chat qui m'électrise
- 1973 : Frau Wirtins tolle Töchterlein
- 1973 : Ce que les étudiantes ne racontent pas
- 1973 : Libres Jouissances
- 1974 : Wenn Mädchen zum Manöver blasen
- 1974 : Alpenglühn im Dirndlrock
- 1974 : Zwei im siebenten Himmel
- 1975 : Bis zur bitteren Neige
- 1976 : Le Désir et la corruption
- 1976 : Sherlock Holmes attaque l'Orient-Express
- 1976 : Treize femmes pour Casanova
- 1977 : Arrête ton char... bidasse !
- 1978 : Hurra - Die Schwedinnen sind da
- 1978 : Das Love-Hotel in Tirol
- 1978 : Geile Nichten
- 1981 : Der Bockerer
- 1985 : André schafft sie alle
- 1987 : Johann Strauss, le roi sans couronne (Johann Strauß – Der König ohne Krone)
- 1993 : Verlassen Sie bitte Ihren Mann!
- 1996 : Der Bockerer II – Österreich ist frei (de)
- 2000 : Der Bockerer III – Die Brücke von Andau (de)
- 2003 : Der Bockerer IV – Prager Frühling (de)

Télévision
- 1980 : Maria Theresia
- 1983 : Der gute Engel
- 1988 : Wiener Walzer
- 1990 : Die Kaffeehaus-Clique
- 1992 : Vier Frauen sind einfach zuviel
- 1993 : Almenrausch und Pulverschnee (série)
- 1993 : Mein Freund, der Lipizzaner (de)
- 1999 : Liebe versetzt Berge
- 2001 : Zwei unter einem Dach (de)
- 2002 : Regentage